# Armoriale dei comuni della provincia di Vercelli

Stemma della Provincia di Vercelli

Questa pagina contiene le armi (stemmi e blasonature) dei comuni della provincia di Vercelli.
| Stemma                         | Comune e blasonatura | Gonfalone |
| ------------------------------ | --- | --------- |
| Stemma in uso precedentemente: | Alagna Valsesia Troncato semipartito: nel 1°, d'azzurro, al versante sud del Monte Rosa al naturale; nel 2°, di rosso, all'aquila d'argento dal volo spiegato, artigliata su due monti al naturale uscenti dai fianchi ed accompagnata in capo dalla scritta "EXCELSIOR" in caratteri lapidari d'azzurro, cuciti di nero; nel 3°, d'azzurro, alla chiesa posta di tre quarti nascente dalla punta, sinistrata da due campanili a cuspide, quello esterno più basso, aperti del campo ciascuno di una bifora, sullo sfondo di una catena di monti, il tutto al naturale. Ornamenti esteriori da Comune. D.P.R. del 1º dicembre 2021 Stemma in uso precedentemente: Di rosso, all'aquila d'argento dal volo spiegato, artigliata su due monti al naturale uscenti dai fianchi dello scudo ed accompagnata in capo dalla scritta "Excelsior" in caratteri lapidari d'azzurro, cuciti di nero. Ornamenti esteriori da Comune D.P.R. del 7 ottobre 1963 Gonfalone: Drappo di azzurro… |           |
|                                | Albano Vercellese D'argento, alla fascia d'azzurro, caricato sul tutto di un leone d'oro, lampassato ed armato di rosso, reggente con le rampe anteriori un castelletto mattonato di rosso, torricellato di un pezzo centrale, merlato alla guelfa, aperto e finestrato; col capo d'azzurro, al decusse ancorato di argento e accantonato da quattro gigli d'oro. Ornamenti esteriori da Comune. Gonfalone: Drappo partito di bianco e d'azzurro caricato dell'arma sopra descritta. D.P.R. del 23 giugno 1970 |           |
|                                | Alice Castello Di azzurro, al castello d'argento, murato di nero, formato da due torri laterali, coperte, con la parte inferiore obliqua a scarpa, unite dalla cortina di muro, chiusa di nero, munita di due finestrelle quadrate, dello stesso, cimata dall'alta torre coperta e da due merli alla guelfa, uno e uno, la torre centrale attraversata dall'aquila di nero, allumata di rosso, sostenuta dai due merli, esso castello accompagnato da due stelle di cinque raggi, d'oro, sormontanti le torri laterali. Ornamenti esteriori da Comune. D.P.R. del 7 agosto 1990 Drappo di bianco. |           |
|                                | Alto Sermenza Il comune non ha ancora adottato uno stemma definitivo e viene rappresentato dagli emblemi degli ex comuni di Rimasco e di Rima San Giuseppe affiancati. |           |
|                                | Arborio Di cielo, ai tre pioppi di verde, fustati al naturale, il centrale più alto e più largo, nodriti nella campagna diminuita, troncata di verde e di azzurro, essi pioppi sormontati da quattro stelle di cinque raggi, d'oro, poste in arco ribassato. Ornamenti esteriori da Comune. D.P.R. del 7 giugno 2011 Gonfalone: Drappo di giallo con la bordatura di azzurro… |           |
|                                | Asigliano Vercellese Troncato: al primo di azzurro, alla stella di otto raggi d'oro; al secondo di nero, al reticolato d'oro, dal fondo di sei file e in ogni fila dieci stelle del primo di sei raggi; motto: Auxilium a Domino. Ornamenti esterni da Comune. Gonfalone: Drappo di azzurro… |           |
|                                | Balmuccia Gonfalone: Drappo di azzurro… |           |
|                                | Balocco Troncato: nel primo, di verde, alla ruota dentata di nero, di cinque raggi e di nove denti, attraversata da due spighe di riso decussate, d'oro; nel secondo, d'argento, alla torre coperta di rosso, merlata alla ghibellina di tre, le aperture tra merli e tetto di nero, chiusa e finestrata di uno dello stesso, fondata in punta. Ornamenti esteriori da Comune. Gonfalone: Drappo troncato di bianco e di verde. D.P.R. del 19 settembre 1994 |           |
|                                | Bianzè D'oro, alla banda doppiomerlata di nero, accompagnata all'angolo sinistro del capo da un'aquila dal volo spiegato di nero; col capo troncato di rosso e d'argento. Ornamenti esteriori da Comune. R.D. del 23 febbraio 1928 Gonfalone: Drappo d'azzurro… |           |
|                                | Boccioleto D'azzurro, alla montagna rocciosa d'argento. Ornamenti esteriori da Comune Gonfalone: Drappo d'azzurro… D.P.R. del 1º marzo 1968, registrato alla Corte dei Conti il 11 aprile 1968, reg. n. 3 Presidenza foglio n. 61, trascritto nei registri dell'Ufficio Araldico il 17 aprile 1968, reg. anno 1968 pag. 3, trascritto nel Registro Araldico dell'Archivio Centrale dello Stato il 7 maggio 1968 |           |
|                                | Borgo Vercelli Gonfalone: Drappo di azzurro |           |
|                                | Borgo d'Ale Gonfalone: Drappo di azzurro |           |
|                                | Borgosesia D.P.C.M. del 27 gennaio 1959 Gonfalone: Drappo di azzurro… D.P.R. del 5 marzo 1959 |           |
|                                | Buronzo D'azzurro, al castello d'oro, torricellato di un pezzo, aperto e finestrato del campo, sostenuto da due leoni controrampanti d'oro, linguati di rosso. Ornamenti esteriori da Comune. Gonfalone: Drappo partito di giallo e di azzurro D.P.R. del 13 dicembre 1957 |           |
|                                | Campertogno D'azzurro, alla quercia e tre api su un prato verde. Ornamenti esteriori da Comune. Gonfalone: Drappo di azzurro… D.P.R. del 27 aprile 1964 |           |
|                                | Carcoforo Un'aquila su fondo azzurro sovrastante a montagne innevate. Ornamenti esteriori da Comune. Gonfalone: Drappo di azzurro D.P.R. del 2 settembre 1959 |           |
|                                | Caresana D'azzurro ad un carice in fiore, nascente con altri minori germogli da una campagna fluttuosa con motto: E CARICE BIS ANNO FRUGES. Ornamenti esteriori da Comune. Gonfalone: Drappo di bianco... |           |
|                                | Caresanablot D'argento, al leone di rosso, coronato all'antica d'oro, posto sulla campagna verde. Ornamenti esteriori da Comune. Gonfalone: Drappo partito di bianco e di rosso… D.P.R. del 3 febbraio 1989 |           |
|                                | Carisio Gonfalone: Drappo di giallo… D.P.R. del 26 aprile 1991 |           |
|                                | Casanova Elvo Partito: nel primo, fasciato d'oro e di rosso di dieci pezzi; nel secondo, di azzurro, alla torre d'oro, murata di nero, chiusa e finestrata di due in palo, dello stesso, merlata alla guelfa di cinque, fondata sulla campagna di verde. Ornamenti esteriori da Comune. Gonfalone: Drappo di giallo con la bordatura di azzurro… D.P.R. del 30 novembre 2015 |           |
|                                | Cellio con Breia Trinciato dalla banda diminuita d'argento: nel primo, di cielo, alla chiesa di San Grato addestrata dal campanile, attraversata a sinistra dall'albero di faggio, il tutto al naturale e sostenuto dal terreno montuoso; nel secondo, di cielo, alla torre d'argento munita da una fascia marcapiano, finestrata di quattro, 2 e 2 poste in fascia, di nero, aperta dello stesso, merlata di cinque, fondata sul terreno montuoso. Sotto lo scudo, su lista bifida svolazzante d'argento il motto, in lettere maiuscole di nero: Vigilantia et labor – Crux in summitate posita fuit. Ornamenti esteriori da Comune. Gonfalone: Drappo di bianco, bordato d'azzurro. D.P.R. dell'8 febbraio 2019 |           |
|                                | Cervatto D'azzurro, alla torre quadra di due piani, merlata alla ghibellina, posta di tre quarti uscente dalla punta, accompagnata in capo da una testa di cervo in maestà; il tutto al naturale. Ornamenti esteriori da Comune. Gonfalone: Drappo di azzurro D.P.R. del 26 dicembre 1963 |           |
|                                | Cigliano Di verde, al rastrello da giardino d'oro, accostato da due lettere C.C. maiuscole, romane, di nero. Ornamenti esteriori da Comune. D.C.G. del 10 ottobre 1936 Gonfalone: Drappo di partito di giallo e di verde D.P.R. del 1º settembre 1969 |           |
|                                | Civiasco Di rosso, al castello di pietra, torricellato di due pezzi, merlato alla guelfa, aperto e finestrato di nero, fondato su roccia al naturale a piramide tronca; al capo d'azzurro, caricato di un'aquila al naturale, linguata di rosso, dalla testa rivolta, ad ali spiegate, e poggiante, con gli artigli, sulla cima di due monti di verde antistanti una catena di monti nevata. Ornamenti esteriori da Comune. D.P.R. del 16 marzo 1961 Gonfalone: Drappo di azzurro. |           |
|                                | Collobiano Inquartato: nel primo e nel quarto fasciato di oro e di rosso, di otto pezzi; nel secondo e nel terzo d'argento, alla stella d'azzurro, di otto raggi. Ornamenti esteriori di Comune. Gonfalone: Drappo di azzurro. D.P.R. del 24 dicembre 1986 |           |
|                                | Costanzana D'azzurro, alla torre merlata e finestrata di rosso, poggiante sul terreno montuoso al naturale ed accostata da sei piante di gelso verde, tre per parte e disposte in fascia, terrazzate e fustate al naturale. Ornamenti esteriori da Comune. R.D. del 7 settembre 1933 Gonfalone: Drappo di bianco. |           |
|                                | Cravagliana Campo di cielo, al ponte di rosso, con lo sfondo di due monti, al corso d'acqua scorrente sotto il ponte tutto al naturale, sormontato da una stella d'oro. Ornamenti esteriori da Comune. Gonfalone: Drappo di azzurro. D.P.R. del 13 maggio 1957 |           |
|                                | Crescentino D'argento, alla croce di rosso, accantonata da quattro mezzelune crescenti, dello stesso. Lo stemma è sormontato dalla corona comitale. Decreto del Duca di Savoia del 14 novembre 1689 Gonfalone: Drappo di bianco. |           |
|                                | Crova Troncato: nel primo di rosso, alla croce latina d'argento; nel secondo d'argento, alla capra passante al naturale, sostenuta da una campagna di verde. Scritta su nastro bifido svolazzante in caratteri capitali neri MUNICIPIUM CROVAE. Ornamenti esteriori da Comune R.D. del 24 giugno 1929 Gonfalone: Drappo d'azzurro… |           |
|                                | Desana Trinciato d'argento e di rosso, caricato da una D d'oro che racchiude, su campo azzurro, un castello visto di spigolo, parte della chioma di un albero ed un campanile d'argento. Ornamenti esteriori da Comune. Gonfalone: Drappo di azzurro D.P.R. del 9 aprile 1982 |           |
|                                | Fobello D'azzurro, a tre alberi di faggio, il centrale più elevato, nodriti sulla campagna, il tutto al naturale; sotto lo scudo la scritta in caratteri di nero maiuscoli Eccoti il faggio che a Fobel diè nome. Ornamenti esteriori da Comune. Gonfalone: Drappo di azzurro… D.P.R. del 26 dicembre 1963 |           |
|                                | Fontanetto Po Di azzurro, alla fontana architettonica di pietra al naturale, fondata in punta, con tre bacini a conchiglia, il bacino superiore piccolo, quello inferiore grande, il bacino mediano di misura intermedia, con l'acqua di argento zampillante nel bacino superiore e ricadente nei tre bacini. Sotto lo scudo, su lista bifida e svolazzante di azzurro, il motto, in lettere maiuscole di nero, Felix Communitas Fontaneti Ad Padum. Ornamenti esteriori da Comune Gonfalone: Drappo di bianco con la bordatura di azzurro D.P.R. del 26 giugno 2008 |           |
|                                | Formigliana Partito: nel primo, di azzurro, alle due pianticelle di riso, sradicate, poste in palo, di verde, con le pannocchie d'oro, piegate a sinistra; nel secondo, fasciato d'oro e di rosso di dieci pezzi. Ornamenti esteriori da Comune. D.P.R. del 19 giugno 1998 Gonfalone: Drappo di giallo… |           |
|                                | Gattinara D.R. del 24 marzo 1932 Gonfalone: drappo partito di bianco e di verde… D.P.R. del 26 marzo 1963 |           |
|                                | Ghislarengo Troncato dalla fascia diminuita di verde: il primo, d'argento, alla fascia di azzurro; il secondo, di azzurro, alla fascia d'argento. Ornamenti esteriori da Comune. Gonfalone: Drappo partito di azzurro e di bianco… D.P.R. del 3 marzo 2005 |           |
|                                | Greggio D'azzurro, alla sbarra ondata d'argento, accompagnata sopra da tre spighe di riso d'oro, disposte nel verso della sbarra, e sotto da un albero al naturale, nodrito su campagna di verde. Ornamenti esteriori da Comune. D.P.R. del 2 marzo 1954 Gonfalone: Drappo di azzurro… |           |
|                                | Guardabosone |           |
|                                | Lamporo Troncato: nel primo, di azzurro, calzato d'oro, alle tre stelle di otto raggi, bene ordinate, d'oro; nel secondo, di verde, alle tre pianticelle di riso, recise, ordinate in fascia, d'oro. Ornamenti esteriori da Comune. Gonfalone: Drappo troncato di verde e di giallo. D.P.R. dell'8 novembre 1993 |           |
|                                | Lenta Di rosso, al cavaliere armato di tutto punto, di argento, l'elmo con la ventaglia alzata e con il pennacchio di azzurro, il cavaliere con il viso di carnagione e tenente con la mano destra la lancia d'argento, posta in banda, e cavalcante il cavallo di nero, bardato di azzurro, con gli arti anteriore sinistro e posteriore destro alzati, passanti sulla pianura d'oro. Ornamenti esteriori da Comune. D.P.R. del 20 dicembre 1996 Gonfalone: Partito di giallo e di azzurro… |           |
|                                | Lignana Di azzurro, alla betulla di verde, fustata di argento, nodrita in punta, sostenuta dai due leoni d'oro, affrontati, linguati e allumati di rosso, il leone a destra poggiante la zampa anteriore sinistra sul tronco della betulla e la zampa posteriore destra sul lembo dello scudo, il leone a sinistra poggiante la zampa anteriore destra sul tronco della betulla e la zampa posteriore sinistra sul detto lembo, essa betulla accompagnata in capo da tre stelle di cinque raggi, d'oro, male ordinate. Ornamenti esteriori da Comune. Gonfalone: Drappo partito di giallo e di azzurro. D.P.R. del 20 dicembre 1996 |           |
|                                | Livorno Ferraris D'azzurro, alla croce cucita di rosso, accantonata da quattro stelle d'oro. Ornamenti esteriori da Comune In uso ab antiquo Gonfalone: Drappo di azzurro… |           |
|                                | Lozzolo D'azzurro, alla fede sostenente una croce latina di rosso, raggiante d'oro, accompagnata da due cornucopie, anch'esse d'oro, ricolme di frutti e di spighe e decussate in punta allo scudo. Ornamenti esteriori da Comune. Gonfalone: Drappo di bianco. D.P.R. del 21 marzo 1997 |           |
|                                | Mollia D'azzurro, al compasso e alla squadra scalena, il primo con l'asta sinistra piegabile, la seconda posta in banda sul primo, con il lato graduato all'ingiù e forata del campo all'angolo retto; all'ape posta nel cantone sinistro del capo, il tutto d'oro Gonfalone: Drappo di azzurro… |           |
|                                | Moncrivello Partito: nel primo, di azzurro, alla capra d'argento, cornata di nero, allumata di azzurro, saliente, con l'arto posteriore destro alzato, con gli arti anteriori poggianti sul tronco al naturale del gelso di verde, posto a destra, il tutto sostenuto e nodrito nella campagna di verde; nel secondo, d'oro, alle tre bande di rosso, caricate da gigli d'argento posti nel verso della pezza, la banda in capo di due, la banda centrale di tre, la banda in punta di due. D.P.R. del 29 febbraio 1992 Gonfalone: Drappo partito di giallo e di azzurro. |           |
|                                | Motta de' Conti Partito semitroncato: nel primo, di rosso, alla torre d'oro, aperta e finestrata nel campo, mattonata di nero, merlata di cinque alla guelfa, fondata sulla pianura di verde, nel secondo di azzurro, ai tre bisanti d'oro, male ordinati nel terzo, d'oro, alla pianta di riso, con due spighe, sradicata, di verde. Gonfalone: Drappo partito d'azzurro e di rosso riccamente ornato di ricami d'argento e caricato dello stemma con l'iscrizione centrata in argento recante la denominazione del Comune |           |
|                                | Olcenengo D'azzurro, alla campagna di una risaia, dalla quale sorge una spiga di riso, fruttata di tre, e fogliata, il tutto al naturale. Ornamenti esteriori da Comune. R.D. del 10 giugno 1929 Gonfalone: Drappo di giallo. D.P.R. del 19 settembre 1994 |           |
|                                | Oldenico D'azzurro, a sette spighe di riso d'argento, impugnate, accompagnate in capo dalla scritta in lettere maiuscole ODINICUM dello stesso, e in punta da una pergola abbassata, anch'essa d'argento, ondata d'azzurro. Ornamenti esteriori da Comune. D.P.R. del 2 settembre 1960 Gonfalone: Partito di bianco e di azzurro… |           |
|                                | Palazzolo Vercellese La dea Pallade Athena con scudo nella mano sinistra e lancia nella mano destra, con fondo in azzurro e verde. |           |
|                                | Pertengo Inquartato: nel primo, d'argento, alla croce di rosso; nel secondo, d'azzurro, ai tre tizzoni di nero, accesi di rosso, posti in banda, uno sopra l'altro; nel terzo, fasciato di quattro pezzi, di nero e di argento; nel quarto, cinque punti di verde equipollenti a quattro punti d'argento. Sotto lo scudo, su lista bifida e svolazzante d'argento, il motto, in lettere maiuscole di nero, Pro Te Teneo. Ornamenti esteriori da Comune. Gonfalone: drappo partito di bianco e di rosso… D.P.R.del 21 maggio 2015 |           |
|                                | Pezzana D'azzurro, al leone d'oro; al capo d'argento, alla croce di rosso. Ornamenti esteriori da Comune. Gonfalone: Drappo di giallo. D.P.R. dell'11 gennaio 2002 |           |
|                                | Pila D'azzurro, al camoscio rivolto, corrente su campagna; il tutto al naturale sullo sfondo di un bosco di alberi. Ornamenti esteriori da Comune. D.P.R. del 7 ottobre 1963 Gonfalone: Drappo di azzurro. |           |
|                                | Piode D'azzurro, alla cava di lavagna nascente dalla punta, accompagnata in capo dalla testa di Minerva, il tutto al naturale. Ornamenti esteriori da Comune. D.P.R. del 10 luglio 1970 Gonfalone: Drappo di azzurro. |           |
|                                | Postua di cielo, al cavallo galoppante, di nero, accompagnato nella parte inferiore da due montagne, d'argento, confinanti, uscenti dai fianchi e fondate in punta; al capo d'argento, caricato di sei stelle a sei raggi, di rosso, ordinate in fascia. Ornamenti esteriori da Comune. D.P.R. del 14 luglio 2020 Gonfalone: Drappo di bianco. |           |
|                                | Prarolo Partito: nel primo, d'argento, alla gemella ondata di azzurro, posta in fascia: nel secondo, di rosso alla pianta di riso, fogliata di tre, d'oro, posta in palo. Ornamenti esteriori da Comune. D.P.R. n. 4751 del 31 agosto 1988 Gonfalone: Drappo partito di azzurro e di bianco. |           |
|                                | Quarona D'argento alla fascia di azzurro, passante dietro il fusto di un albero nodrito su di un monte, il tutto al naturale uscente dalla punta. Ornamenti esteriori da Comune. D.P.R. del 13 febbraio 1957 Gonfalone: Drappo di azzurro… |           |
|                                | Quinto Vercellese D'azzurro, alla torre di due palchi di rosso, mattonata di nero, ogni palco merlato alla guelfa di tre, aperta del campo, il palco superiore finestrato dello stesso, essa torre fondata sulla pianura di verde e sostenuta da due leoni d'oro, linguati e allumati di rosso, il leone posto a destra con le zampe anteriori e la zampa posteriore sinistra poggiate sulla torre, con la zampa posteriore destra poggiata sulla pianura, il leone posto a sinistra con le zampe anteriori e la zampa posteriore destra poggiata sulla torre e la zampa posteriore sinistra poggiata sulla pianura. Ornamenti esteriori da Comune. D.P.R. del 27 novembre 1992 Gonfalone: Troncato di verde e di giallo… |           |
|                                | Rassa D'azzurro, al lupo fermo sulla campagna, tenente nella bocca un neonato in fasce e addestrato da una roccia uscente dal fianco dello scudo di monti da cui scaturisce un ruscello; sullo sfondo una catena di monti di tre cime, nevosa, uscente dal fianco destro; il tutto al naturale. Ornamenti esteriori da Comune. Gonfalone: Drappo d'azzurro riccamente ornato di ricami d'argento e caricato dello stemma sopra descritto con la iscrizione centrata in argento: Comune di RASSA. Le parti di metallo ed i cordoni saranno argentati. L'asta verticale sarà ricoperta di velluto azzurro con bullette argentate poste a spirale, nella facciata sarà rappresentato lo stemma del Comune e sul gambo inciso il nome. Cravatta e nastri ricolorati dai colori nazionali frangiati d'argento. D.P.R. del 22 settembre 1963, registrato alla Corte dei Conti il 28 ottobre 1963 Reg. n. 5 Presidenza foglio n. 371, trascritto nei registri dell'Ufficio Araldico il 3 novembre 1963, reg. anno 1963 p. 57, trascritto nel Registro Araldico dell'Archivio Centrale dello Stato il 17 dicembre 1963, concessione di stemma e gonfalone |           |
|                                | Rimella D'argento, a due fasce ondate d'azzurro, accompagnate in capo da un piccone e da una pala posti in decusse, attraversati da una lampada da minatore, il tutto al naturale. Ornamenti esteriori da Comune. D.P.R. del 10 luglio 1960 |           |
|                                | Rive D'azzurro, ai tre pioppi d'Italia, di verde, il centrale più alto e più largo, fustati al naturale, nodriti in tre colline tondeggianti, d'oro, la centrale più alta, fondate in punta e uscenti dai fianchi, i due avvallamenti tra le colline laterali e quella centrale, solcati da due corsi d'acqua, uno in banda curvata, l'altro in sbarra curvata, di azzurro, allargati e confluenti in punta. Ornamenti esteriori da Comune. D.P.R. del 9 gennaio 2001 Gonfalone: Drappo di verde… |           |
|                                | Roasio Partito: nel primo, di verde, a cinque scettri d'oro, ordinati 2, 1, 1; nel secondo, d'azzurro, alla banda d'argento, fluttuosa del campo, attraversata da una pianta di vite fruttata di due grappoli d'uva d'oro. Ornamenti esteriori da Comune. D.P.R. del 6 ottobre 1975 Gonfalone: Drappo partito di azzurro e di verde. |           |
|                                | Ronsecco D'azzurro, alla fascia d'argento, passante sopra gli steli di tre spighe di riso fruttate e gambute d'oro, uscenti da una campagna di verde al naturale. Ornamenti esteriori da Comune. Gonfalone: Drappo partito di azzurro e di bianco. D.P.R. del 4 maggio 1951 |           |
|                                | Rossa Un'aquila dalle ali aperte, un castagno in piena produzione in un verde erboso di un prato seminato di pietre R.D. del 13 novembre 1933 |           |
|                                | Rovasenda Di rosso, al leone d’oro, allumato di rosso, accompagnato nel canton destro del capo dalla stella di otto raggi, d'oro; al capo d'oro, caricato dell'aquila di nero. Ornamenti esteriori da Comune. Gonfalone: Drappo di bianco. D.P.R. del 14 aprile 1994 |           |
|                                | Salasco Partito semitroncato: nel primo, d'argento, alla torre di rosso, mattonata, chiusa e finestrata di nero, coperta d’azzurro, fondata sulla pianura di verde; nel secondo, di rosso, alle due spighe di riso, d'oro, decussate; nel terzo, d'azzurro, alle due spighe di grano, d'oro, decussate. Ornamenti esteriori da Comune. Gonfalone: Drappo partito di azzurro e di bianco. D.P.R. n. 819 del 26 gennaio 1987 |           |
|                                | Sali Vercellese Il comune non ha ancora adottato uno stemma ufficiale. |           |
|                                | Saluggia Troncato: nel primo d'azzurro, all'aquila al naturale, coronata d'oro; nel secondo d'azzurro, a tre stelle d'oro, disposte a croce. Ornamenti esteriori: corona di conte d'oro; attorno allo scudo un nastro dorato col motto comunale. Sotto lo scudo un nastro bruno fermato da una rosa rossa a quattro petali con bottone d'oro. Gonfalone: Drappo di rosso… |           |
|                                | San Germano Vercellese Troncato: nel primo, d’azzurro, San Germano vestito da vescovo, accompagnato in capo dalla scritta in argento SANCTI GERMANI OPPIDUM; nel secondo, d’argento, alla croce di rosso. Corona comitale a sette punte con aquila ad ali aperte sopra cinque stelle. D.P.C.M. del 26 aprile 1955 Gonfalone: Drappo partito di azzurro e di bianco. D.P.R del 7 Gennaio 1956 |           |
|                                | San Giacomo Vercellese Partito semitroncato: nel primo, d'azzurro, alla figura di san Giacomo apostolo, in maestà, nell'atto di benedire, con una mano, e tenente con l'altra la palma del martirio di verde; nel secondo, d'argento, alla croce di rosso; nel terzo, di verde, alla pianta di riso sradicata d'oro. Ornamenti esteriori da Comune. D.P.R. del 29 dicembre 1995. Gonfalone: drappo partito di rosso e di bianco… |           |
|                                | Santhià D'argento, alla croce di rosso; alla bordura d'argento con la legenda COMMUNITAS OPPIDI ILL.MI S. AGATAE VULGO SANTHIÀ. Lo scudo di forma sannitica sormontato dalla corona gentilizia e contornato da due rami di quercia e d'alloro decussati in punta ed annodati da un nastri dai colori nazionali. Gonfalone: Drappo partito di bianco e di rosso riccamente ornato di ricami d'argento e caricato dello stemma comunale con l'iscrizione centrata in oro "CITTÀ DI SANTHIÀ'", i cordoni e le frange sono dorati, la corona gentilizia a nove punte dello stemma è adornata di gemme. |           |
|                                | Scopa Troncato da una fascia ondata d'argento; il 1° d'azzurro, alla cuspide esagonale con cella campanaria d'argento, aperta di nero, uscente dalla troncatura, con lo sfondo di una catena di montagne al naturale; nel 2° di verde, alla testa di camoscio pure al naturale. Ornamenti esteriori da Comune D.P.R. del 26 ottobre 1955 Gonfalone: Drappo di verde riccamente ornato di ricami e caricato dello stemma del Comune con l'iscrizione centrata «Comune di Scopa». |           |
|                                | Scopello D'azzurro, al caprone rampante al naturale, rivolto, linguato di rosso, accompagnato in punta da un cespuglio di sette rose al naturale, disposte 1, 3, 3. Ornamenti esteriori da Comune. D.P.R. del 22 settembre 1963 Gonfalone: Drappo di azzurro. |           |
|                                | Serravalle Sesia Troncato di rosso e d'oro: il primo, al globo d'argento, crociato d'azzurro; il secondo d'oro, al castello al naturale, con le torri merlate alla guelfa. Ornamenti esteriori da Comune. D.P.R. del 25 settembre 1960 Gonfalone: drappo di azzurro… |           |
|                                | Stroppiana Troncato dalla fascia diminuita di rosso, caricata dal giglio d'oro: il PRIMO, di azzurro, al sole d'oro; il SECONDO, sbarrato di argento e di azzurro. Ornamenti esteriori da Comune. Gonfalone: Drappo di giallo con la bordatura di azzurro D.P.R. del 26 giugno 2006, concessione stemma e gonfalone |           |
|                                | Tricerro D'argento, al cerro al naturale, sradicato di tre rami, fogliati di verde e disposti a ventaglio, accompagnato in punta dalla scritta centrata di nero: TRIBVS CERRI. Ornamenti esteriori da Comune. D.P.R. del 18 febbraio 1960 Gonfalone: drappo partito di verde e di bianco… |           |
|                                | Trino Di rosso, mantellato d'argento, a tre torri, disposte due, una, dell'uno nell'altro. D.C.G. 20 giugno 1936 Gonfalone: drappo di azzurro… |           |
|                                | Tronzano Vercellese Di rosso colla lettera T in carattere romano, d'argento. Ornamenti esteriori da Comune. Decreto del Capo del Governo - Primo Ministro Segretario di Stato in data 4 ottobre 1934 - XII Gonfalone: Drappo di azzurro… |           |
|                                | Valduggia D'azzurro, al leone al naturale, linguato di rosso, rampante fra due monti, pure al naturale, uscenti dai fianchi dello scudo e sostenenti un'aquila di nero dal volo spiegato, artigliata sulle due cime e sormontata da un cartiglio d'oro, caricato della divisa in caratteri di nero: semper edem nec mutor in fide. Ornamenti esteriori da Comune. D.P.R. del 22 settembre 1963 Gonfalone: Drappo di azzurro… |           |
|                                | Varallo (anche Varallo Sesia) D'azzurro al cane d'argento rivolto e collarinato di rosso, guardante verso l'angolo del capo destro, sostenuto dalla campagna erbosa di verde. Ornamenti esteriori di città. D.C.G. del 10 ottobre 1935. Gonfalone: Drappo di azzurro… R.D. del 12 marzo 1931 |           |
|                                | Vercelli D'argento alla croce di rosso. Motto: Potius Mori Quam Foedari. Ornamenti esteriori di città. R.D. del 2 ottobre 1929 Gonfalone: Drappo di rosso… |           |
|                                | Villarboit Inquartato: nel PRIMO d'azzurro alla campana d'oro legata di rosso; nel SECONDO fasciato d'oro e di rosso di 10 pezzi; nel TERZO troncato di rosso e d'azzurro; nel QUARTO d'oro alle due pianticelle di riso di verde, una accanto all'altra, sradicate. Ornamenti esteriori da Comune D.P.R. 16 gennaio 1995 Gonfalone: drappo di verde… |           |
|                                | Villata Trinciato: nel PRIMO, di rosso, al leone d'oro, allumato di rosso; nel SECONDO, d'oro, al torrione di rosso, mattonato di nero, chiuso dello stesso, merlato alla ghibellina di cinque, munito di due finestrelle rotonde, ordinate in fascia, di nero. Ornamenti esteriori da Comune. D.P.R. del 27 aprile 1994 Gonfalone: drappo trinciato di giallo e di rosso… |           |
|                                | Vocca D'azzurro, al San Maurizio armato, con mantello di rosso svolazzante e con il braccio destro alzato, cavalcante un cavallo bianco, passante su una pianura di verde, sullo sfondo di una catena di monti di sette vette, il tutto al naturale; il capo carico di sette stelle d'oro, ordinate in fascia, quelle mediane più basse. Ornamenti esteriori da Comune. D.P.R. del 10 Luglio 1960 Gonfalone: Drappo di azzurro. |           |

## Ex comuni
| Stemma | Comune e blasonatura | Gonfalone |
| ------ | --- | --------- |
|        | Breia (dal 2018 soppresso per la costituzione del comune di Cellio con Breia) Di azzurro, alla chiesa fondata sulla campagna erbosa di verde, addestrata dal campanile a cuspide, attraversata a sinistra dall'albero di castagno, il tutto al naturale. Sotto lo scudo, su lista svolazzante d'argento il motto, in lettere maiuscole di nero: Crux in summitate posita fuit. D.P.R. del 22 settembre 1963 |           |
|        | Cellio (dal 2018 soppresso per la costituzione del comune di Cellio con Breia) D'azzurro, alla torre aperta e finestrata di nero, su terreno, il tutto al naturale; alla bordura di argento, carica del motto: Vigilantia et labor. Ornamenti esteriori da Comune. R.D. del 21 giugno 1942 Gonfalone: Drappo di azzurro. D.P.R. del 6 luglio 1960                                                           |           |
|        | Rima San Giuseppe (dal 2018 soppresso per la costituzione del comune di Alto Sermenza) Raffigura l'effigie di Monte Tagliaferro con cascata di acqua, il tutto su sfondo azzurro. D.P.R. del 10 luglio 1960 |           |
|        | Rimasco (dal 2018 soppresso per la costituzione del comune di Alto Sermenza) Su sfondo azzurro, uno scalpellino nell'atto di scolpire una testa di marmo poggiata su un piedistallo di legno. D.P.R. del 30 giugno 1958 Gonfalone: Drappo di azzurro. |           |
|        | Riva Valdobbia (dal 1º gennaio 2019 soppresso e confluito nel comune di Alagna Valsesia) D'azzurro, alla chiesa posta di tre quarti nascente dalla punta, sinistrata da due campanili a cuspide, quello esterno più basso, aperti del campo ciascuna da una bifora, il tutto al naturale, sullo sfondo di una catena di monti. Ornamenti esteriori da Comune. D.P.R del 7 ottobre 1963                      |           |
|        | Sabbia (dal 2018 soppresso e confluito nel comune di Varallo) D'azzurro, al cane bracco collarinato al naturale, rivolto e con la testa a destra, passante su di una pianura erbosa di verde. Ornamenti esteriori da Città. D.C.G. del 10 ottobre 1935 Gonfalone: Drappo di azzurro. R.D. regio del 12 marzo 1931                                                                                           |           |